# LMS Duchess of Hamilton
A Duchess of Hamilton (Hamilton hercegnője) egy LMS Princess Coronation osztályú gőzmozdony, amely ma a brit vasúttörténeti múzeumban áll.

## A Princess Coronation osztály
A Big Four megalakítása után két nagy társaság, a London and North Eastern Railway (LNER) és a London Midland and Scottish Railway (LMS) is üzemeltetett luxusexpresszt London és Skócia között. A társaságok megállapodtak, hogy ezen a vonalon nem indítanak gyorsasági versenyt egymás ellen, így mindkét cég vonata 8 óra 15 perc alatt tette meg a nagyjából 400 mérföldes utat. Az 1930-as évek elején azonban a közúti közlekedés egyre több embert csábított el a vasúttól, így mindkét társaság kénytelen volt fejlesztenie mozdonyait. Ennek eredményeként született meg a két nagy rivális, az LMSR Princess Coronation osztályú, illetve az LNER A4 Pacific osztályú gőzmozdony.
Az új, LMS Princess Coronation osztályú mozdonyok nagyobb kazánt és nagyobb meghajtó kerekeket kaptak elődeiknél, testük pedig áramvonalas lett. A társaság, hogy a luxus gondolatát összekapcsolja új járataival, minden mozdonynak olyan nevet adott, amely a brit királyi családhoz kötődött. Fontos volt az utazóközönség és a részvényesek megnyeréséhez a stílus is, így kapta a korban divatos art decós külalakját a mozdony és szerelvénye. A Coronation Scot járat, amelynek nevét VI. György trónra lépése ihlette, hat és fél óra alatt tette meg a London és Glasgow közötti utat.

## A Duchess of Hamilton
A 4-6-2 tengelybeosztású Princess Coronation osztály leghíresebb tagját, a Duchess of Hamiltont 1938-ban építették Crewe-ban az LMS megrendelésére. A gép a 6229-es pályaszámot kapta.
1939 januárjában a Duchess of Hamilton pályaszámát 6220-ra, nevét pedig Coronation (Koronázás) változtatták, és vadonatúj kocsikkal az Amerikai Egyesült Államokba hajózták, hogy részt vegyen a New York-i világkiállításon. A mozdonyt és szerelvényét Baltimore-nál tették partra, ahonnan 3121 mérföldes bemutatkozó utat tett New Yorkig, ahova április 14-én érkezett meg. A korabeli adatok szerint április 30. és október 30. között kétmillió ember nézte meg a vonatot.
A mozdony 1942-ben tért vissza Nagy-Britanniába. A gépet, csakúgy, mint a többi brit mozdonyt a második világháború alatt, feketére festették. Az áramvonalas, luxust idéző borítást 1947-ben lebontották róla. Ezt a karbantartási szempontok mellett az a változás indokolta, amely a társadalom mentalitásában ment végbe a háború okozta szenvedések miatt. A Duchess of Hamilton 1948-ban állami tulajdonba került, pályaszáma 46229 lett. A mozdonyt 1964 februárjában vonták ki a szolgálatból.
A Duchess of Hamilton ismételt "áramvonalasítását" a Steam Railway magazin kezdeményezése és az általa meghirdetett adakozás tette lehetővé. A mozdony 2005. szeptember 3-án hagyta el állandó kiállítóhelyét, a yorki vasúttörténeti múzeum Nagy csarnokát, és először Crewe-ba, majd Tyseley-be gördült, ahol a helyi mozdonyjavító üzemben elvégezték a munkát rajta. 2009. május 18-án állították ki ismét Yorkban.

## Galéria

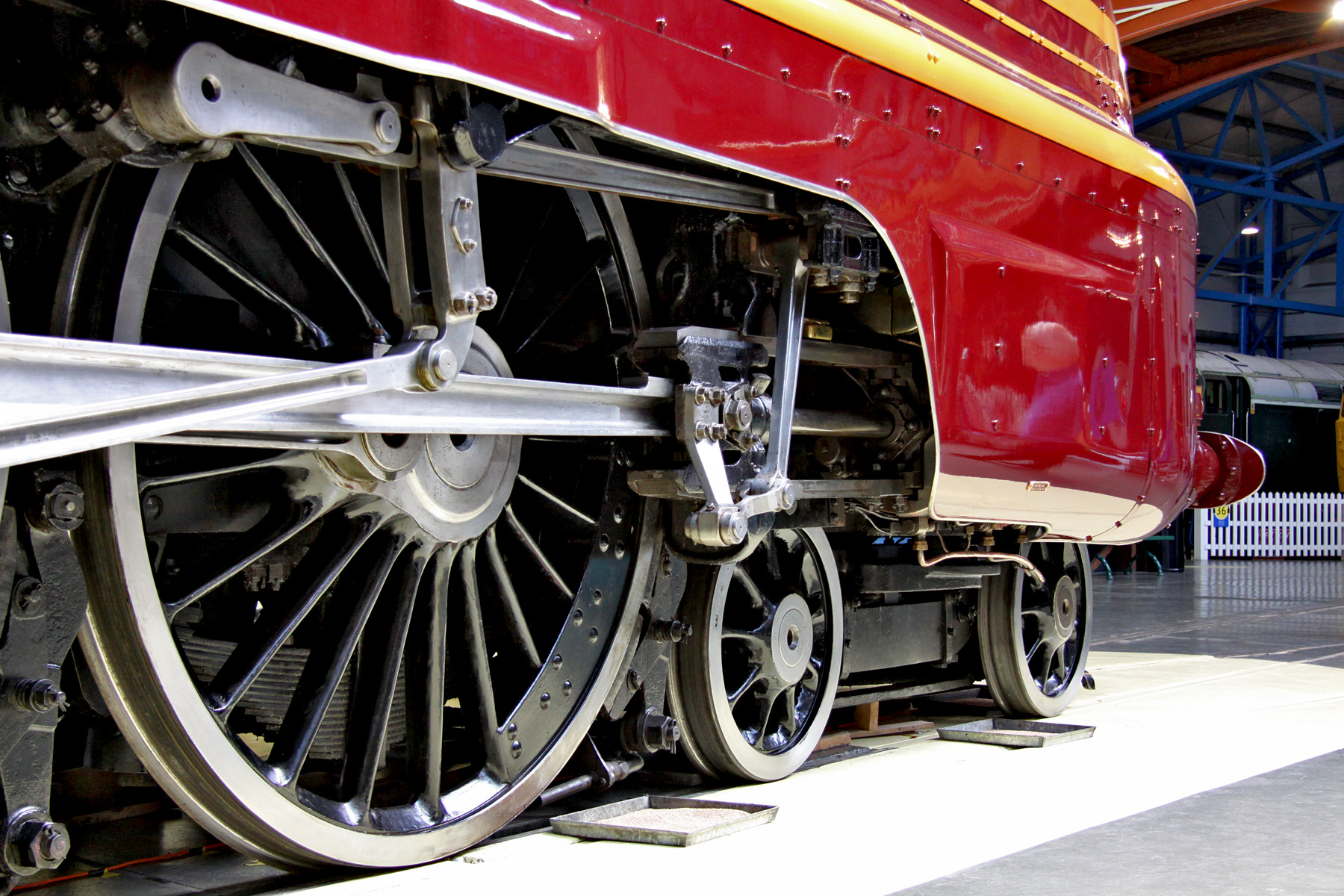
A National Railway Museumban
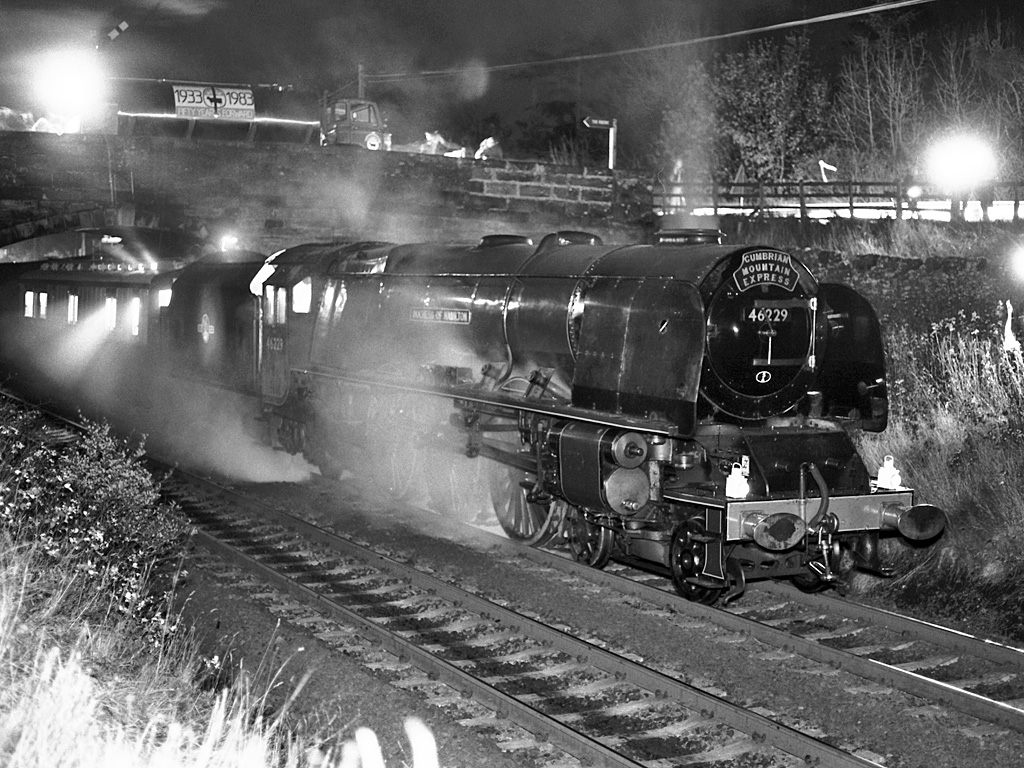
1983-ban Kirkconnelnél
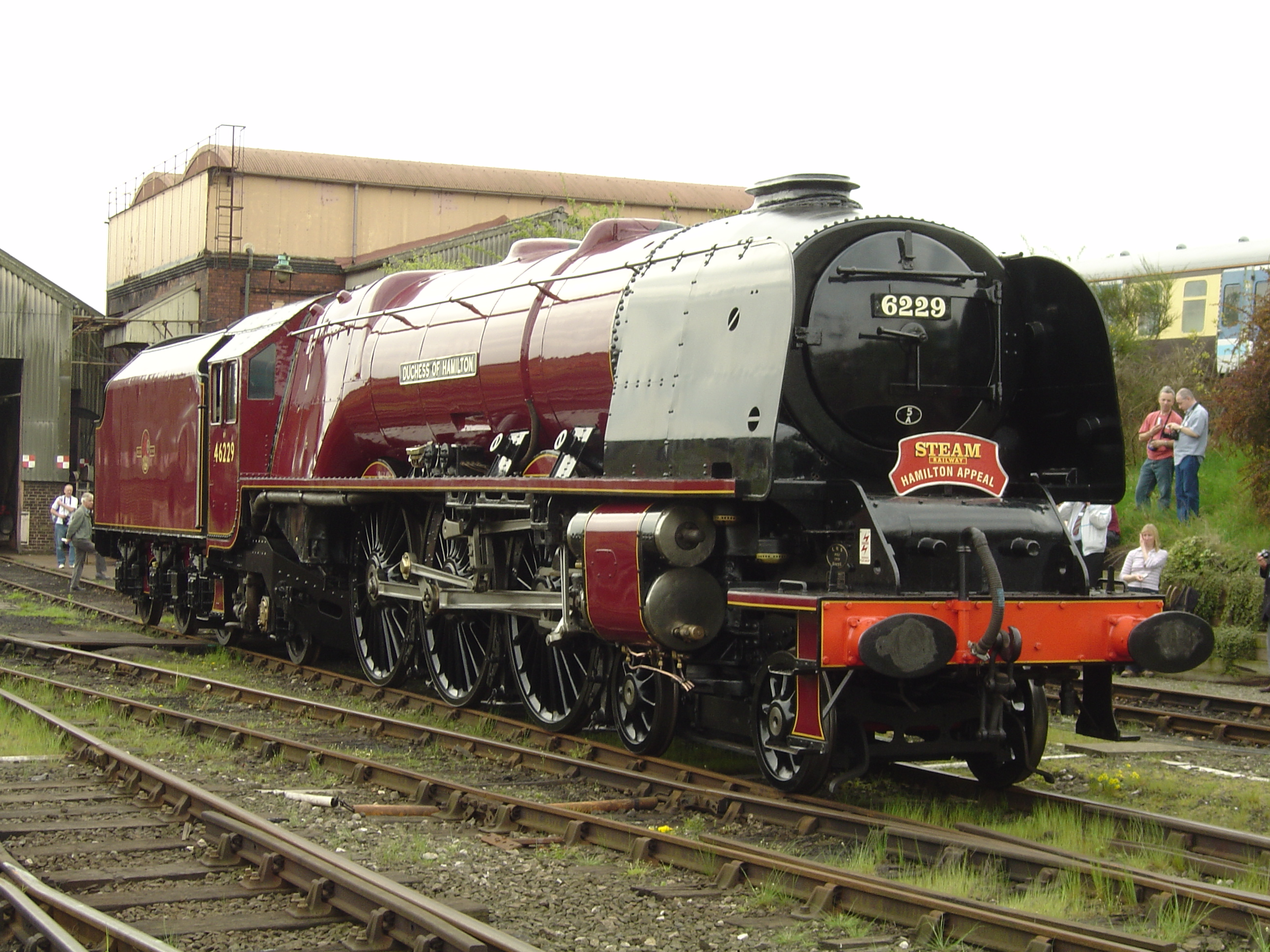
Az újraáramvonalasítás előtt
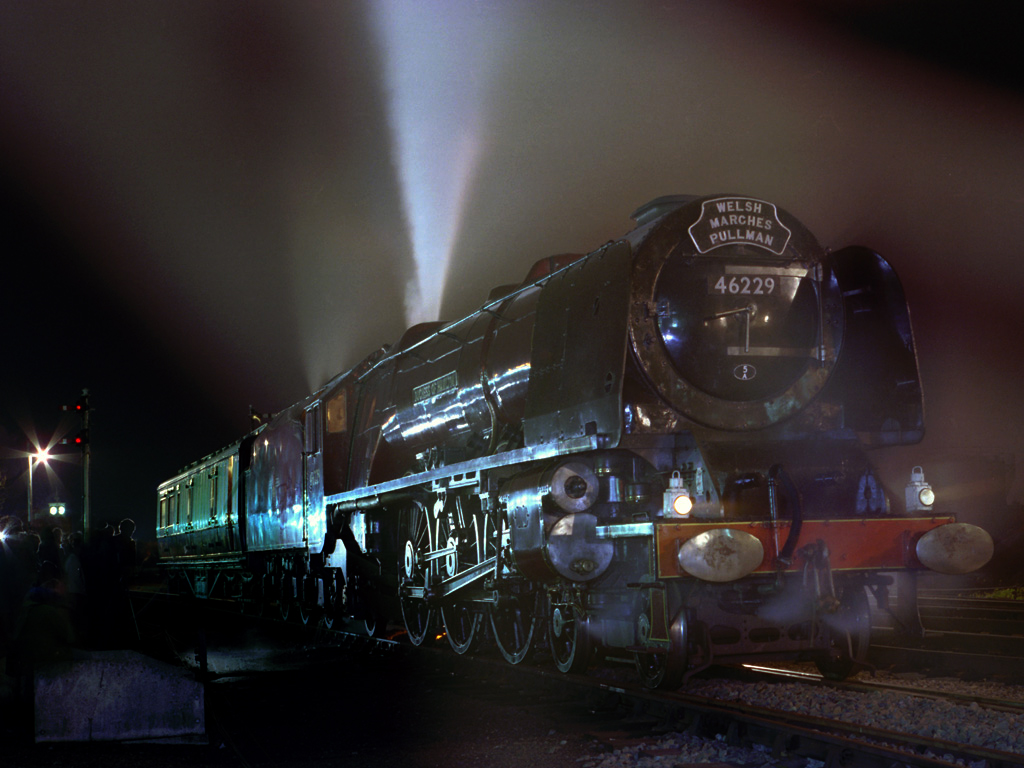
1982-ben Crewe Bank Shrewsburynél
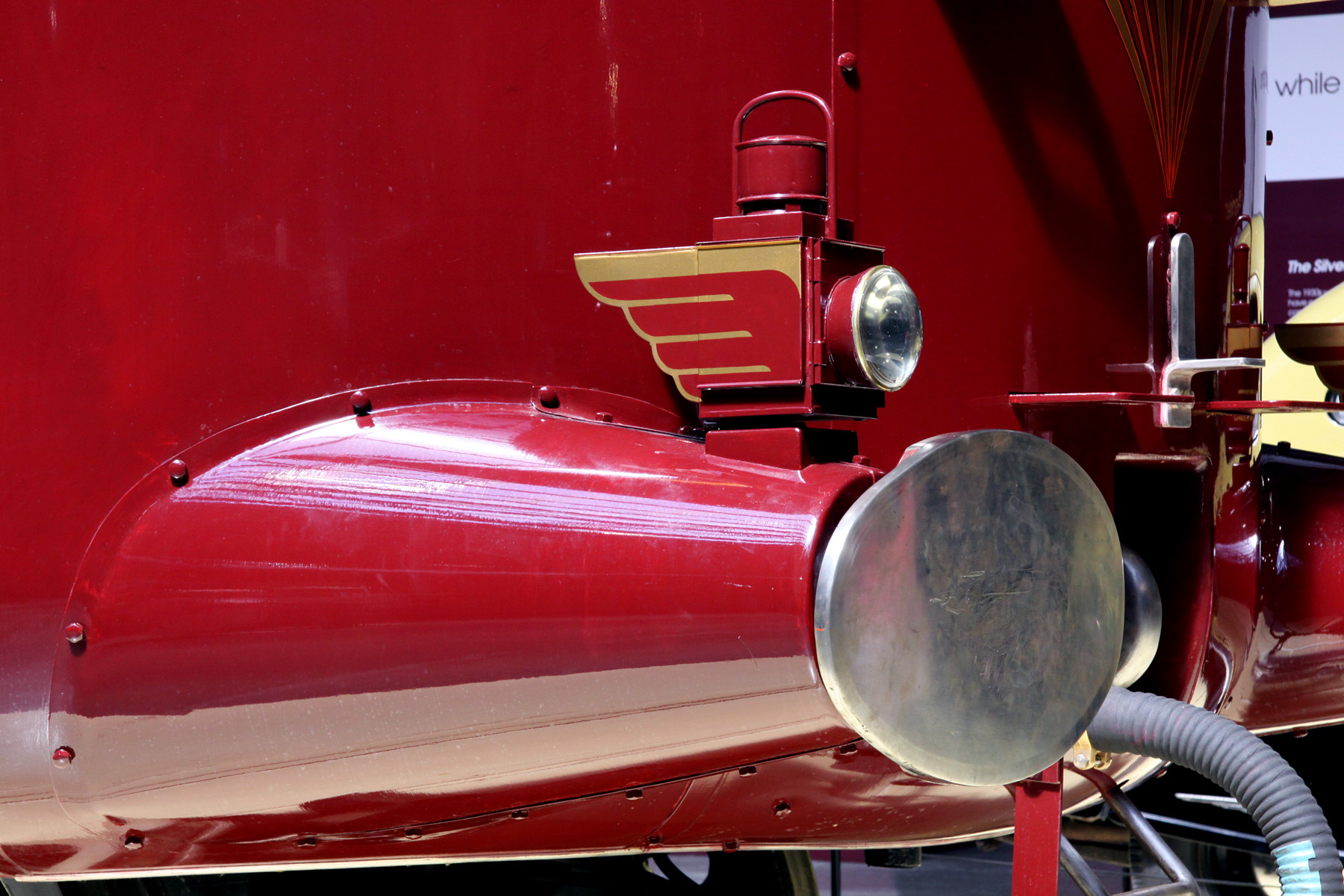
A mozdony ütközője és reflektora
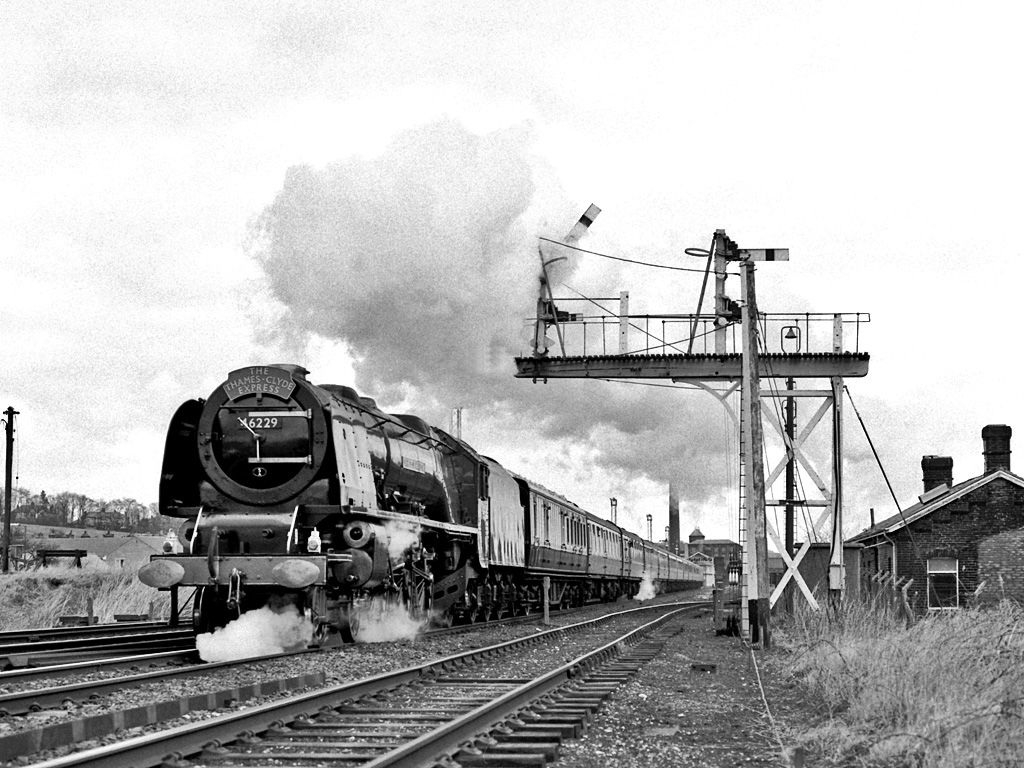
1983-ban Skiptonnál
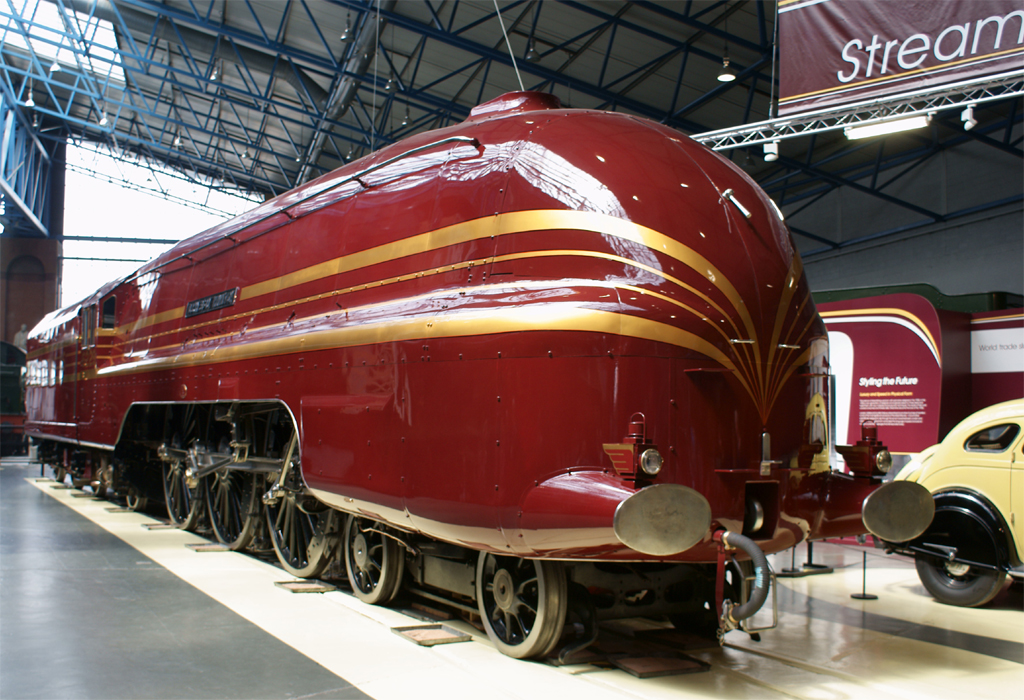
A National Railway Museumban